# Martti Talvela

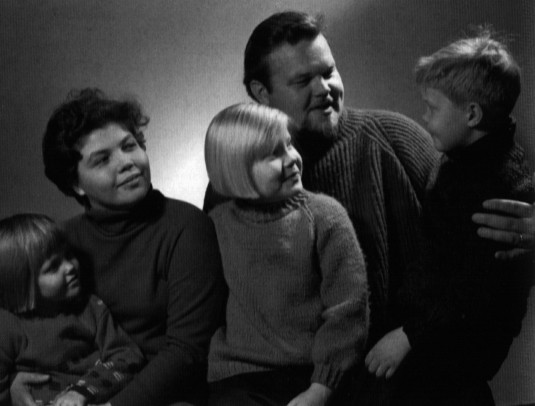
Martti Talvela med familj, 1965.

Martti Olavi Talvela, född 4 februari 1935 i Hiitola, död 22 juli 1989 i Jockas, var en av Finlands internationellt mest framgångsrika operasångare.

## Biografi
Född i Hiitola i Karelen som det åttonde av tio barn, studerade han i Lahtis och Stockholm, och gjorde sin operadebut i Helsingfors 1960 som Sparafucile. Han tränade som boxare i sin ungdom och utvecklade då den uthållighet som krävs för de största operarollerna. Ursprungligen hade Talvela utbildat sig som lågstadielärare i Nyslott, 1952-56, och han arbetade i detta yrke på tre skolor 1957-60. Han sjöng sedan på Kungliga Operan i Stockholm 1961-62, innan han blev fast anställd som sångare vid Deutsche Oper i Berlin 1962, samma år som han gjorde sin debut på Bayreuth.
År 1970 beviljade regeringen i Västberlin honom formellt rang som kammarsångare. Han var särskilt hyllad för titelrollen i Boris Godunov, en roll han framförde 39 gånger på Metropolitan mellan 1974 och 1987, och som Pimen från samma verk, som Paavo Ruotsalainen i De sista frestelserna, som Wagnersångare som gjorde många framträdanden på Bayreuth, som Commendatore, Sarastro, Dosefei, och Prins Gremin, som kung Filip II, i Grand Inquisitor och i den senare delen av sin karriär, huvudrollen i Glinkas Ivan Susanin.
Talvela var den första konstnärlige ledare för operafestivalen i Nyslott i Finland, 1972-79, och hade utsetts till generaldirektör för Nationaloperan i Helsingfors strax före sin död.
Under de sista åtta åren av sitt liv arbetade han som bonde på Inkilä herrgård i Juva, Östra Finland, samtidigt som han fortsatte sin officiella karriär som operasångare. Hans hälsa hade börjat försämras 1975, då han fick diagnosen diabetes och gikt. Enbart under 1982 drabbades han av två hjärtattacker på Metropolitanoperan. Magproblem plågat honom också ibland på 1980-talet. Han avled av en hjärtattack vid 54 års ålder när han dansade på sin dotters bröllop i Juva.

## Utmärkelser
- Pro Finlandia-medaljen av Finlands Lejons orden,  1973[1]
- Riddartecknet av I klass av Finlands Vita Ros’ orden,  1988[1]

[Redigera Wikidata]